# Mabubas
Mabubas és una comuna d'Angola que forma part del municipi de Dande dins la província de Bengo.